# AngelicA - festival internazionale di musica
AngelicA - festival internazionale di musica è una manifestazione internazionale di musica contemporanea che si svolge ogni anno nei mesi di maggio e giugno a Bologna. Il festival, nato nel 1991, svolge un ruolo di ricerca e stimolazione nei settori della musica contemporanea occupandosi delle sue espressioni più radicali ed experimental.

## Storia
Fondato nel 1991 da Massimo Simonini e Mario Zanzani, AngelicA - festival internazionale di musica svolge un ruolo importante nel panorama italiano della musica contemporanea, proponendo anche musicisti nazionali ed internazionali dei settori più radicali della ricerca odierna. Rispetto ad altri eventi analoghi nel mondo, AngelicA ha un'impostazione eclettica. Accanto al festival fin dalla sua fondazione lavora l'etichetta I dischi di AngelicA che produce su CD molti degli eventi del festival (al 2020 ne sono stati pubblicati 46).
Il festival, oltre al programma di concerti propone anche un programma di incontri d'ascolto con autori e critici, workshop e un programma legato al cinema.
La prima edizione del festival si intitolò La lingua mi cercava le parole.
Nel 2011 il Comune di Bologna assegna al festival il Teatro San Leonardo in cui realizzare il Centro di Ricerca Musicale gestito da AngelicA.

## Alcuni artisti presentati al festival
- Quartetto Vocale Giovanna Marini (Francesca Breschi, Lucilla Galeazzi, Patrizia Nasini, Giovanna Marini)
- Tom Cora
- Iva Bittová
- Diedre Murray
- Shelley Hirsch
- David Weinstein
- Ernst Reijseger
- Popoli Dalpane Ensemble
- Fred Frith
- Lindsay Cooper
- Stefano Scodanibbio
- Lawrence D. 'Butch' Morris
- Steve Beresford
- Hans Reichel
- Han Bennink
- The Goose
- Vibraslaps
- Ikue Mori
- John Zorn
- John Oswald
- Bob Ostertag
- Phil Minton
- Mark Dresser
- Gerry Hemingway
- Claudio Scannavini
- Jon Rose / Otomo Yoshihide
- Chris Cutler
- Phil Minton
- Oban Sax Quartet
- Heiner Goebbels
- Peter Rundel
- Domenico Sciajno
- Alvin Curran
- Mike Patton
- Jessika Kenney
- Alfonso Alberti
- Arto Lindsay
- Cristina Zavalloni
- Roberto "Freak" Antoni
- Giancarlo Toniutti
- Tenores di Bitti "Mialinu Pira"
- Franco Venturini
- LaMonte Young & Marian Zazeela[5]